# Vojlovica, Banatul de Sud
Vojlovica (în maghiară Hertelendyfalva, în germană Vojlowitz, în română Ertelendi) este o localitate din districtul Banatul de Sud, Voivodina, Serbia.